# Clube Desportivo de Beja
O Clube Desportivo de Beja é um clube português, sediado em Beja e fundado a 8 de Setembro de 1947. Disputou a antiga Segunda Divisão até á década de 60 e novamente nos anos 90, com uma temporada na Liga de Honra em 1996. Actualmente mantém somente equipas juvenis, até aos sub-19 e tanto de futebol feminino como masculino. Mantém ainda uma secção de teqball.
Disputa os seus jogos no campo Sintético 2 do Complexo Desportivo Fernando Mamede em Beja. Construído em 1982 e com capacidade para 4.200 pessoas, é também o estádio de outros clubes da cidade e local de treino para seleções juvenis de Portugal, entre elas a Seleção Portuguesa de Futebol Sub-21.

## História

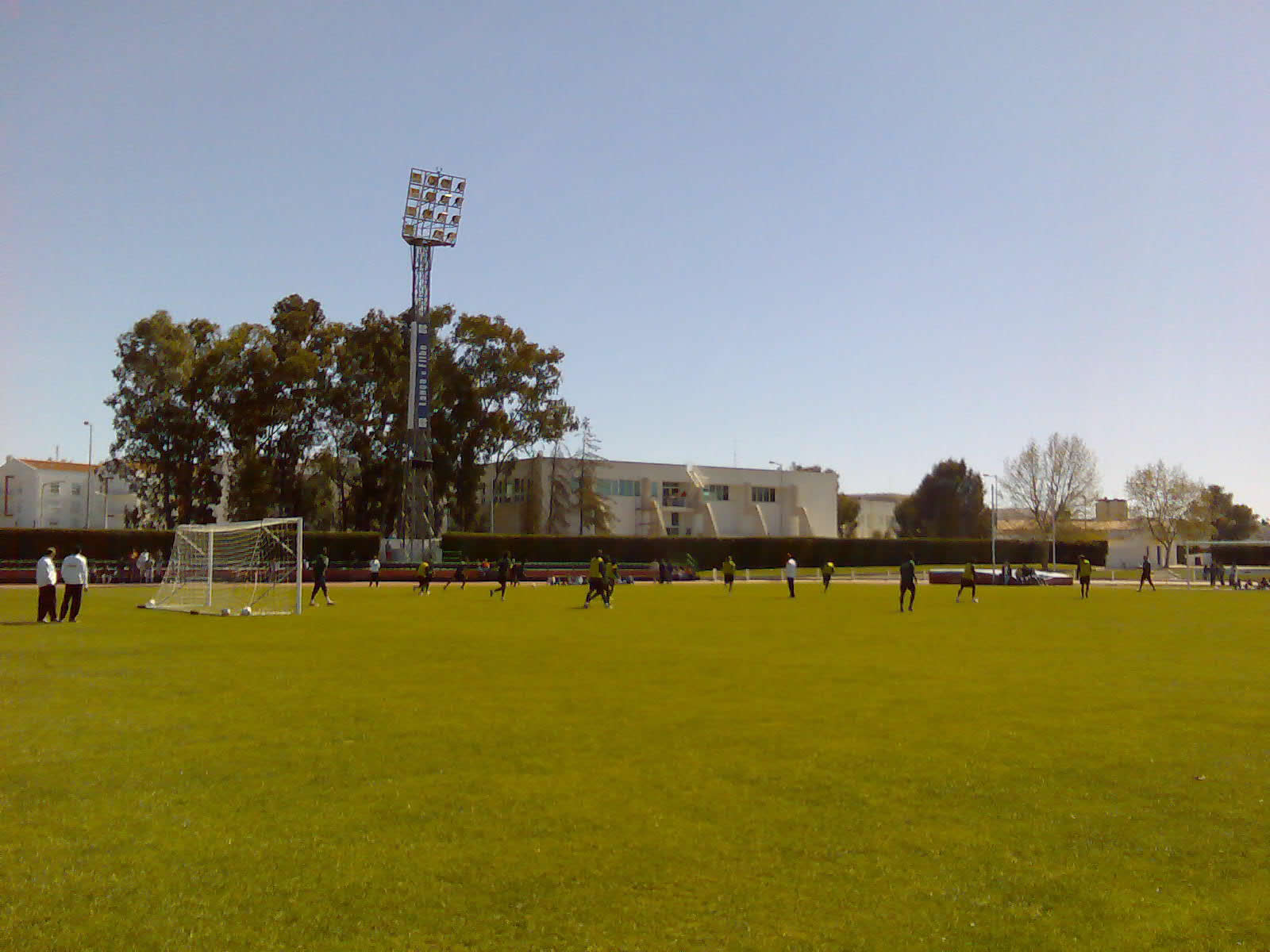
Treinos da Seleção Portuguesa Sub-21 no Complexo Desportivo Fernando Mamede em Beja (2007), o estádio do CD Beja.

A 8 de setembro de 1947 deu-se a fundação do C. D. Beja, fruto da fusão dos clubes Luso Sporting Clube, União Sporting Clube e Pax-Júlia Atlético Clube. Conforme os estatutos do clube, a data da fundação do Clube Desportivo de Beja é assim o dia 16 de Junho de 1916, por ser esta a data da fundação do Luso Sporting Clube, de que o C. D. Beja se considera sucessor, como no Artº. 1º dos estatutos do C. D. Beja consta.
O clube disputou a segunda divisão até à década dos anos 60, altura que sofreu descidas ate à Divisão Distrital de Beja. Nos anos 90 viveu um novo auge até subir à segunda divisão nacional em 1996. Acabou a Liga de Honra de 1996–97 em 17. lugar e entrou novamente em declínio.[carece de fontes?]
Hoje mantém somente secções juvenis de ambos os sexos até aos sub-19, além de uma secção de teqball. Organiza ainda o Beja Cup, um torneio de futebol juvenil para a cidade de Beja. Em 2023 organizou-o pela oitava vez.

## Palmarés
- III Divisão: 1 (1994/95)